# Szájer József
Szájer József (Sopron, 1961. szeptember 7. –) magyar politikus, a Fidesz alapító tagja. 1990 és 2004 között országgyűlési képviselő volt, 2002 és 2004 között az Országgyűlés alelnöki pozicíóját, illetve a Fidesz parlamenti frakcióvezető-helyettesi posztját töltötte be. 2004–2020 között az Európai Parlament képviselője és az Európai Néppárt képviselőcsoportjának alelnöke volt.
2020-ban lemondott az EP-képviselői posztjáról, miután november 27-én éjjel a belga rendőrség rajtaütött egy brüsszeli homoszexuális szexpartin, amit a koronavírus-járvány miatt elrendelt kijárási korlátozások ellenére tartottak meg, és ahol ő is jelen volt.

## Családja
Szülei Szájer József és Kiss Edit pedagógusok voltak, akiket halálos kimenetelű szén-monoxid-mérgezés következtében veszített el 1982-ben. Legidősebb testvérként, 21 évesen ő lett a gyámja két akkor kiskorú öccsének. 1983-ban kötött házasságot Handó Tünde későbbi alkotmánybíróval, az Országos Bírósági Hivatal első elnökével. 1987-ben leányuk született.

## Tanulmányai
1976 és 1980 között a soproni Széchenyi István Gimnázium angol nyelv szakos tanulója volt. A német nyelvvel is megismerkedett.
1981 és 1986 között az Eötvös Loránd Tudományegyetem Állam- és Jogtudományi Karának hallgatója, 1983-tól 1986-ig a Bibó István Szakkollégium tagja volt. 1986-ban szerzett jogi diplomát. 1986–87-ben Soros-ösztöndíjasként az Oxfordi Egyetem Balliol College vendéghallgatója volt, 1988–89-ben pedig a Michigani Egyetem ösztöndíjas kutatója.

### Tudományos pályafutása
1986-tól 1996-ig az ELTE Állam- és Jogtudományi Kara Római Jogi Tanszékén egyetemi tanársegédként, 1990 és 1996 között egyetemi adjunktusként, 1985 és 1990 között a Bibó István Szakkollégium nevelőtanáraként dolgozott. 1985-től 1989-ig a Magyar Oxford Társaság elnökeként tevékenykedett. 1992-től szerkesztette a Jogállam című folyóiratot, amelynek egyben alapítója is volt. 1996-ban ügyvédi szakvizsgát tett.

## Magyar parlamenti képviselőként
A Fidesz alapító tagja (1988). 1989–90-ben az Ellenzéki Kerekasztal résztvevője, 1989 és 1992 között a Fidesz Országos Választmányának tagja, majd elnöke volt (1993–94). 1990-től (2004-ig) Országgyűlési képviselő, a soproni választókerület képviselője, 1990–93 között az Alkotmány- és Igazságügyi Bizottság tagja, 1992 és 1994 között az Európai Integrációs Bizottság alelnöke, 1993-tól a Külügyi Bizottság tagja volt.
1990 és 1994 között a Fidesz Parlamenti Képviselőcsoport frakcióvezető-helyettese. 1994 és 2002 között frakcióvezetője, 1996 és 2003 között alelnöke, 1998 és 2002 között az Európai Integrációs Bizottság elnöke volt.
2002-től 2004-ig a Magyar Országgyűlés alelnöke és a Fidesz Parlamenti Képviselőcsoportjának frakcióvezető-helyettese volt.
1993-tól 2000-ig az Európai Liberális és Demokrata Párt Tanácsának tagja, 1993 és 2003 között a Magyar Atlanti Tanács alelnöke, 2001-től a Magyar Új Atlanti Kezdeményezés alelnöke volt.
1998-ban jelent meg Jogállam, Szabadság, Rendszerváltoztatás című könyve, amely azóta e-könyv-formátumban is elérhető.
2000-ben II. Erzsébet brit királynő a Szent Mihály és Szent György-renddel (KCMG) tüntette ki.
A Konvent az Európai Unió jövőjéről testület tagjaként aktív szerepet vállalt az Európai Alkotmány tervezetének előkészítésében (2002–2003). 2003–2004-ben az Európai Parlament megfigyelő tagja.
A Fidesz Elnökségi tagja volt 2003–2010 között.
2004-ben EP képviselőnek választották. 2020-ban lemondott képviselői mandátumáról. A 2020-as befolyás-barométer szerint ő volt Magyarország 32. legbefolyásosabb személye.

## Fideszes európai parlamenti képviselőként

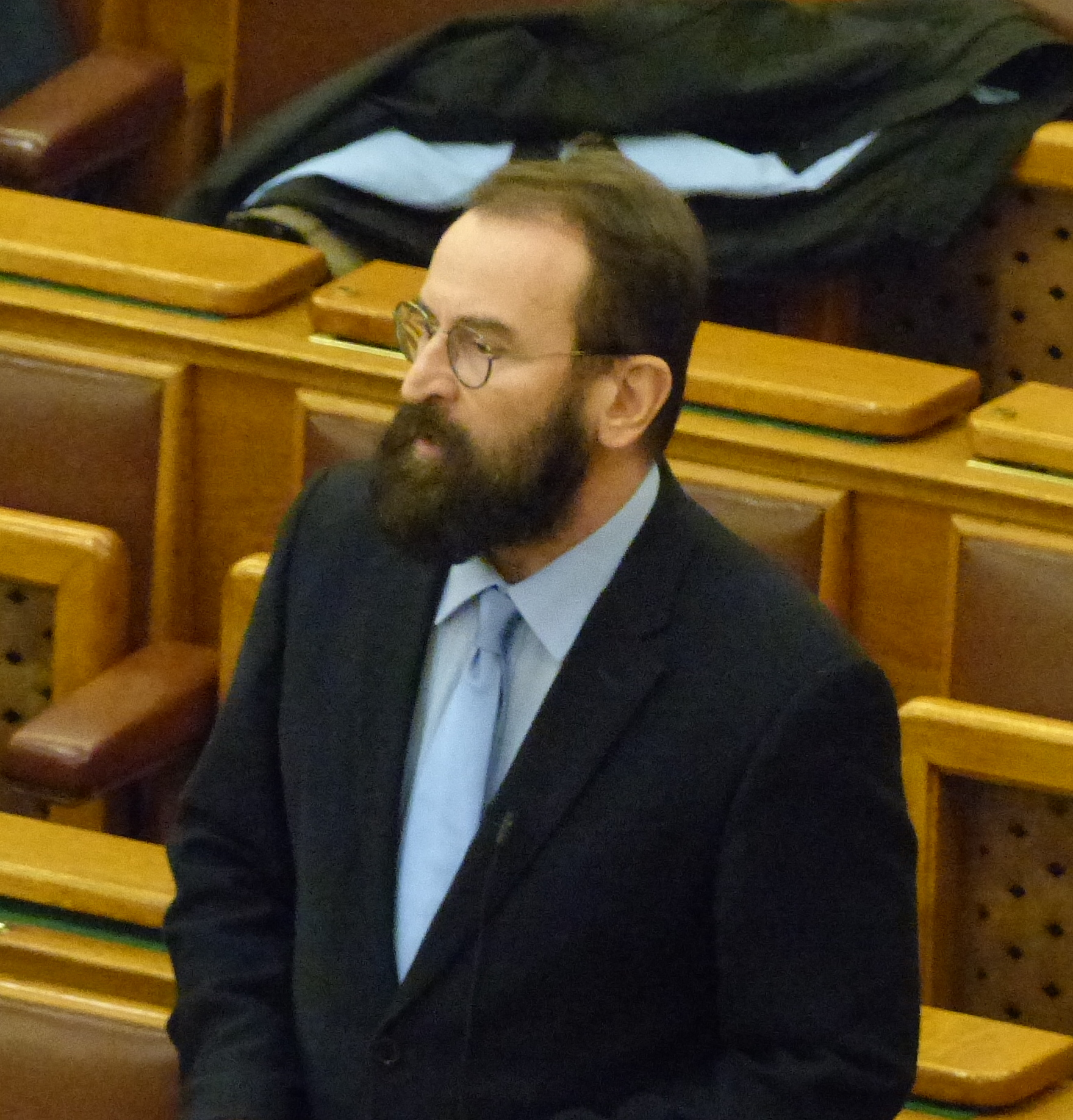
2016-ban az Országgyűlésben

2004 óta az Európai Parlament képviselője volt.
Az Európai Néppárt és Európai Demokraták Képviselőcsoportjának alelnöke (2004–2009), majd az Európai Néppárt Képviselőcsoportjának jogalkotásért felelős alelnöke, és tagja volt az Európai Néppárt Tanácsának is (2000–2011).
2003 és 2009 között az Európai Néppárt és Európai Demokraták Képviselőcsoport Magyar Delegációjának vezetője, majd 2011-ig az Európai Néppárt Képviselőcsoport Magyar Delegációjának elnöke volt.
A Szabadság kör alapító tagja (2007). A Prágai Nyilatkozat Archiválva 2014. december 15-i dátummal a Wayback Machine-ben az európai lelkiismeret és kommunizmus ügyében című dokumentum aláírója (2008). Sopron város díszpolgára (2010). Az Alkotmányszövegező Bizottság elnöke (2011). A Nemzeti Konzultációs Testület vezetője (2011). 2011 márciusában úgy fogalmazott, hogy az új alkotmány az ő iPadjén íródik.
2012. január 1-jén, felesége OBH-elnöki megbízatása elnyerése okán, az összeférhetetlenség elkerülése végett lemondott a Fideszben betöltött valamennyi pártfunkciójáról.
2014 áprilisában jelent meg Szabad Magyarország, szabad Európa című könyve mind könyv, mind e-könyv formájában. A kötet az elmúlt tizenöt év beszédeit, írásait és dokumentumait gyűjti egybe.

### Európai Parlamenti bizottsági tagságok
2004 és 2007 között a Belső Piaci és Fogyasztóvédelmi Bizottság, majd 2014-ig az Alkotmányügyi Bizottság tagjaként dolgozott. Mindeközben végig a Jogi Bizottság póttagja volt. 2014-től a Jogi Bizottság tagja és a Nemzetközi Kereskedelmi Bizottság póttagja volt.

### Európai Parlamenti küldöttségi tagságok
- Az Amerikai Egyesült Államokkal fenntartott kapcsolatokért felelős küldöttség tagja 2009-től, miután póttag volt 2007-től.
- A Mercosur országaival fenntartott kapcsolatokért felelős küldöttség póttagja volt (2004–2014).

## Lemondása
2020. november 29-én az „egyre nagyobb lelki megterhelésre” hivatkozva bejelentette, hogy december 31-i hatállyal lemond EP-mandátumáról. A belga sajtóban két nappal később, december 1-jén megjelent hír szerint azonban a helyi rendőrség november 27-én rajtaütött egy brüsszeli házban – a kijárási korlátozás miatt illegálisan – tartott homoszexuális szexpartin, amelyen a képviselő is jelen volt. Még aznap kiadott közleményében Szájer beismerte, hogy ott volt az általa házibulinak nevezett összejövetelen, és lemondásának valódi oka ez az eset volt. Szintén aznap a brüsszeli ügyészség is kiadott egy közleményt, amely szerint az ereszcsatornán elmenekülni próbáló képviselő táskájában drogot találtak. Szájer a közleményében azt állította, a kábítószer nem az övé volt, és nem tudja, hogyan került a táskájába, drogot pedig nem fogyasztott. Pár nappal később azt nyilatkozta, hogy hátizsákjában egy darab ecstasy tablettát találtak, aminek birtoklását tagadta, sőt drogtesztet kért, amit a rendőrség sem látott indokoltnak elvégezni.
A történtek miatt 2020. december 2-án Szájer kilépett a Fideszből, majd a szülővárosától, Soprontól 2010-ben kapott díszpolgári címéről is lemondott. Az ezt követő napokban politikai tisztségeiről, szervezeti vezető tagságáról mondott le. 2020 végére csak a Nemzeti Közszolgálati Egyetem címzetes tanári tisztségével rendelkezett, 2021 februárjára az egyetem azonban megvonta tőle a kinevezést.
A botrány nyomán az ellenzéki pártok képmutatással vádolták a Fideszt, mondván, hogy miközben a párt a keresztény értékek fontosságát hangoztatja, tagjai ismételten szexbotrányba keverednek. (Szájer mellett felmerült Borkai Zsolt korábbi győri polgármester, Kaleta Gábor volt perui nagykövet és Fohsz Tivadar volt XVII. kerületi alpolgármester neve is, de a pártot a későbbiekben is kínos botrányok érintették még, így például Bese Gergő katolikus papnak a Szájer-ügyre nagyon hasonlító esete). A külföldi sajtóban főleg azt emelték ki, hogy a szexbotrányba keveredett Szájer annak a Fidesznek az alapítója, amely magát keresztény-konzervatív pártként meghatározva jelentősen korlátozza a homoszexuálisok jogait. Orbán Viktor szerint Szájer József a történtek után az EP-képviselői lemondással, valamint a Fideszből való kilépéssel az ügyben az egyedüli helyes döntést hozta, mert politikai közösségük értékrendjébe ilyen magatartás nem fér bele.

## Közéleti visszatérése
2024 novemberében adta hírül közleményben, hogy Schmidt Mária kérésére a Szabad Európa Intézet alapító munkatársaként dolgozik majd uniós terveken. Ennek kapcsán egy könyvbemutatót is tartottak a Terror Háza Múzeumban, ahol Szájer Frontvonalban című memoárját mutatták be. A letartóztatásának körülményeit egyszer sem hozta szóba, közleményében így fogalmazott: „A 2020 decemberi lemondásommal összefüggő, magántermészetű kérdésekről a jövőben sem fogok nyilatkozni, az a jogilag védett magánéletem része, rajtam és közvetlen környezetemen kívül nem tartoznak senkire.” Egy utóbb vele készült interjúban, ahol az időközben eltelt évek fideszes politikáját és a maga szerepét magyarázta azt is tagadta, hogy lett volna eresz azon a házon, amelyiknek ereszén leereszkedett, illetve szerinte a tudósításokban nem is azt a házat mutatták, ahol a szexparti volt.

## Kötetei
- A vis major a római jogban; ELTE, Bp., 1983 (Publicationes Instituti Iuris Romani Budapestinensis)
- Hermeneutika és a római jog. Interpretációelméleti vázlat; ELTE, Bp., 1986 (Publicationes Instituti Iuris Romani Budapestinensis)
- Jogállam, szabadság, rendszerváltoztatás. Beszédek, írások, dokumentumok, 1987–1997; DAC Alapítvány, Bp., 1998 (Jogállam-könyvek)
- Szájer József–Laky Zsuzsanna–Tapasztó Szabolcsː Európa. Az Európai Parlament és az Európai Unió további intézményei és működésük; Magyar Egyetemi, Bp., 2004 (Polgári kiskönyvtár sorozat)
- Ablonczy Bálintː Az alkotmány nyomában. Beszélgetések Szájer Józseffel és Gulyás Gergellyel; Elektromédia, Kerepes, 2011 (angolul, franciául, németül is)
- Szabad Magyarország, szabad Európa. Újabb tizenöt év. Beszédek, írások, dokumentumok, 1998–2013; Szájer József, Bp., 2014
- Ne bántsd a magyart! Gondolatok a bevándorlásról, a Fideszről, Magyarországról, Alaptörvényünkről és Európáról; Közép- és Kelet-európai Történelem és Társadalom Kutatásáért Közalapítvány, Bp., 2019
- A globalista utópizmus áfiuma és az ellene való orvosság; Közép- és Kelet-európai Történelem és Társadalom Kutatásáért Közalapítvány, Bp., 2019
- Frontvonalban; Közép- és Kelet-európai Történelem és Társadalom Kutatásáért Közalapítvány, Bp., 2024 ISBN 9786156200860

## Díjai, elismerései
- Szent Mihály és Szent György-rend (2000)
- Sopron díszpolgára (2010)[34] – 2020-ban a díszpolgári címről lemondott.[21]
- Petőfi-díj (2019)